# Wereldkampioenschappen boogschieten 2023
De wereldkampioenschappen boogschieten 2023 waren door de Fédération Internationale de Tir à l'Arc (FITA) georganiseerde kampioenschappen voor boogschutters. De 52e editie van de wereldkampioenschappen vond plaats in de Duitse hoofdstad Berlijn van 31 juli tot en met 6 augustus 2023.

## Medailles

### Recurve
| Onderdeel             | Goud | Goud                                              | Zilver | Zilver                                      | Brons | Brons                                          |
| --------------------- | ---- | ------------------------------------------------- | ------ | ------------------------------------------- | ----- | ---------------------------------------------- |
| Mannen (individueel)  | TUR  | Mete Gazoz                                        | CAN    | Eric Peters                                 | BRA   | Marcus D'Almeida                               |
| Mannen (team)         | KOR  | Kim Je-deok Kim Woo-jin Lee Woo-seok              | TUR    | Mete Gazoz Berkim Tümer Abdullah Yıldırmış  | JPN   | Takaharu Furukawa Junya Nakanishi Fumiya Saito |
| Vrouwen (individueel) | CZE  | Marie Horáčková                                   | MEX    | Alejandra Valencia                          | JPN   | Satsuki Noda                                   |
| Vrouwen (team)        | GER  | Katharina Bauer Michelle Kroppen Charline Schwarz | FRA    | Audrey Adiceom Lisa Barbelin Caroline Lopez | MEX   | Aída Román Angela Ruiz Alejandra Valencia      |
| Gemengd team          | KOR  | Kim Woo-jin Lim Si-hyeon                          | GER    | Florian Unruh Michelle Kroppen              | ITA   | Tatiana Andreoli Mauro Nespoli                 |

### Compound
| Onderdeel             | Goud | Goud                                                     | Zilver | Zilver                                                 | Brons | Brons                                     |
| --------------------- | ---- | -------------------------------------------------------- | ------ | ------------------------------------------------------ | ----- | ----------------------------------------- |
| Mannen (individueel)  | IND  | Ojas Pravin Deotale                                      | POL    | Łukasz Przybylski                                      | NED   | Mike Schloesser                           |
| Mannen (team)         | POL  | Rafał Dobrowolski Przemysław Konecki Łukasz Przybylski   | DEN    | Tore Bjarnarson Martin Damsbo Mathias Fullerton        | NED   | Sil Pater Mike Schloesser Jay Tjin-A-Djie |
| Vrouwen (individueel) | IND  | Aditi Gopichand Swami                                    | MEX    | Andrea Becerra                                         | IND   | Jyothi Surekha Vennam                     |
| Vrouwen (team)        | IND  | Parneet Kaur Aditi Gopichand Swami Jyothi Surekha Vennam | MEX    | Andrea Becerra Ana Sofía Hernández Jeon Dafne Quintero | KOR   | Oh Yoohyun So Chae-won Song Yun-soo       |
| Gemengd team          | USA  | Alexis Ruiz Sawyer Sullivan                              | COL    | Sebastian Arenas Sara López                            | LUX   | Gilles Seywert Mariya Shkolna             |

### Medaillespiegel
| Plaats | Land             | Goud | Zilver | Brons | Totaal |
| 1      | India            | 3    | 0      | 1     | 4      |
| 2      | Zuid-Korea       | 2    | 0      | 1     | 3      |
| 3      | Duitsland        | 1    | 1      | 0     | 2      |
| 3      | Polen            | 1    | 1      | 0     | 2      |
| 3      | Turkije          | 1    | 1      | 0     | 2      |
| 6      | Tsjechië         | 1    | 0      | 0     | 1      |
| 6      | Verenigde Staten | 1    | 0      | 0     | 1      |
| 8      | Mexico           | 0    | 3      | 1     | 4      |
| 9      | Canada           | 0    | 1      | 0     | 1      |
| 9      | Colombia         | 0    | 1      | 0     | 1      |
| 9      | Denemarken       | 0    | 1      | 0     | 1      |
| 9      | Frankrijk        | 0    | 1      | 0     | 1      |
| 13     | Japan            | 0    | 0      | 2     | 2      |
| 13     | Nederland        | 0    | 0      | 2     | 2      |
| 15     | Brazilië         | 0    | 0      | 1     | 1      |
| 15     | Italië           | 0    | 0      | 1     | 1      |
| 15     | Luxemburg        | 0    | 0      | 1     | 1      |
| Totaal | Totaal           | 10   | 10     | 10    | 30     |